# John Hersey
Pour les articles homonymes, voir Hersey.
John Richard Hersey (Tientsin, 17 juin 1914 – Key West, 24 mars 1993) est un journaliste américain, lauréat du Prix Pulitzer, considéré comme l'un des pionniers du Nouveau journalisme, usant des techniques de storytelling du roman mêlées au reportage d'actualité.
Le récit d'Hersey sur l'impact et les conséquences de la bombe atomique ayant dévasté Hiroshima fut choisi comme le meilleur article du XXe siècle par un jury de 36 membres réunis par le département journalisme de la New York University.

## Biographie

### Premiers pas
Né à Tientsin, Chine, des missionnaires Roscoe et Grace Baird Hersey, John Hersey apprit à parler chinois avant d'apprendre l'anglais. Il rentra aux États-Unis à 10 ans avec sa famille. Il est élève à la Hotchkiss School (en), avant d'étudier à l'Université Yale, où il fut membre de la société secrète Skull and Bones. Il fut ensuite diplômé de l'Université de Cambridge. À cette période (1937), il travailla en job d'été comme secrétaire privé de l'auteur Sinclair Lewis, avant de commencer à travailler pour Time à l'automne, où il est embauché sur la foi d'un texte critiquant la qualité du magazine. Deux ans plus tard, il est transféré comme correspondant au bureau du Time à Chongqing. Pendant la Seconde Guerre mondiale, il couvre les batailles d'Europe et d'Asie, pour Time comme pour Life. Il accompagne les troupes alliées lors de l'invasion de la Sicile, survivant à quatre accidents d'avion, et reçoit les honneurs du Secrétaire à la Marine des États-Unis pour son rôle dans l'évacuation de soldats blessés de Guadalcanal. Au sortir du conflit, pendant l'hiver 1945-1946, Hersey était au Japon, en reportage pour The New Yorker sur la reconstruction du pays dévasté, lorsqu'il tomba sur un document écrit par un missionnaire jésuite qui avait survécu au bombardement atomique d'Hiroshima. Il contacta alors le missionnaire qui lui présenta d'autres survivants.

### Reportages sur Hiroshima
« À exactement huit heures et quinze minutes le matin du 6 août 1945, heure locale, au moment où la bombe atomique explosa sur Hiroshima, Miss Toshiko Sasaki, employée au service du personnel de la East Asia Tin Works, venait juste de s'asseoir à son bureau en tournant la tête pour parler à sa collègue. Première phrase d'Hiroshima, John Hersey, 1946 »

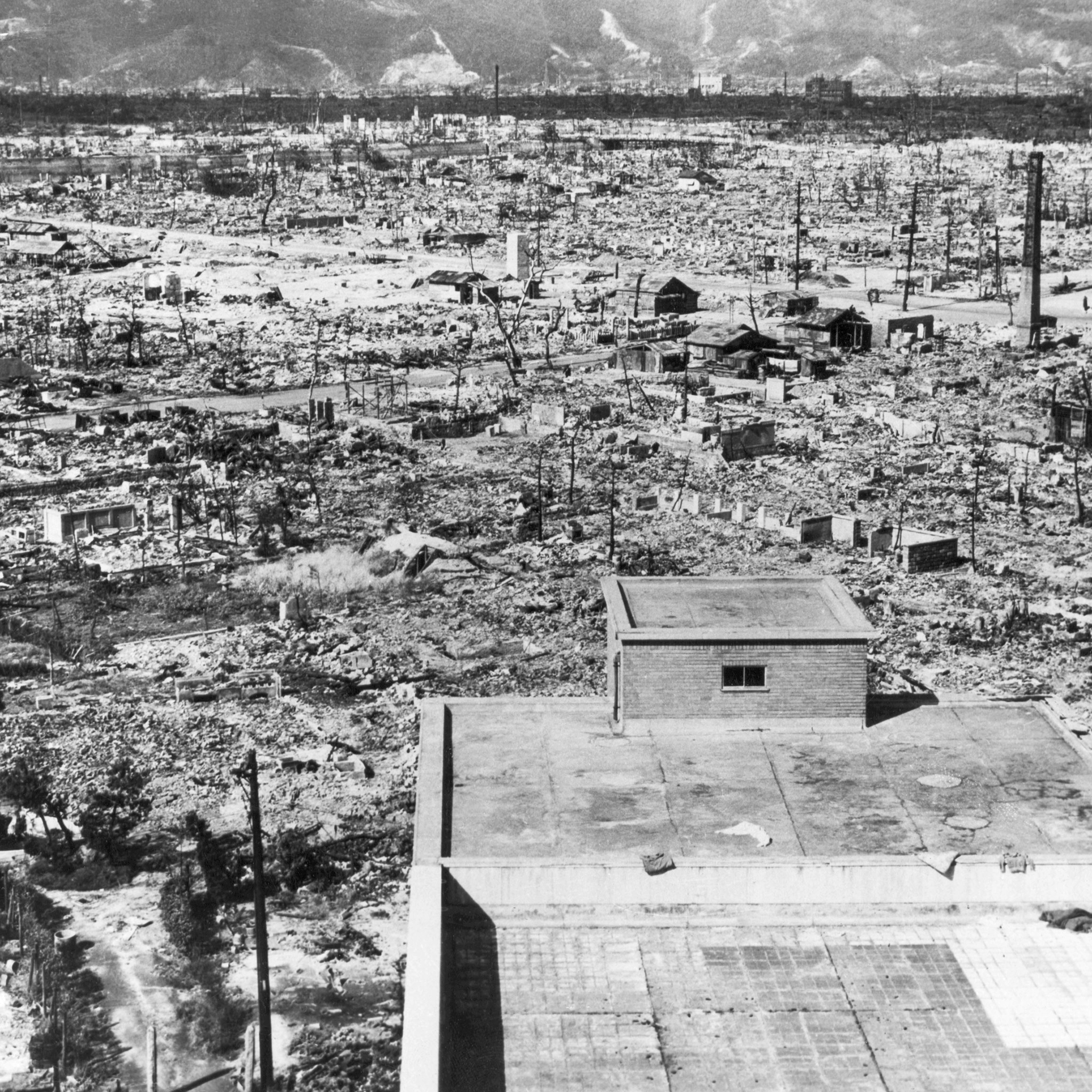
Hiroshima en ruines après l'explosion de la bombe atomique, octobre 1945

Peu après John Hersey entama des discussions avec William Shawn (en), rédacteur au journal The New Yorker, au sujet d'un long papier sur le bombardement de l'été précédent. Hersey proposait une histoire du cataclysme à travers le destin de six survivants: le prêtre jésuite; une veuve brodeuse; deux médecins; un diacre et une jeune employée d'usine. En mai 1946, Hersey partit pour le Japon, où il passa trois semaines pour ses recherches et ses entretiens. De retour en Amérique fin juin, il commença à écrire. Il en résulta son travail le plus célèbre, l'article de 31 000 mots "Hiroshima (pt)", qui parut le 31 août 1946 dans The New Yorker. Le papier faisait le récit de la bombe atomique lâchée sur la ville japonaise le 6 août 1945, et de ses effets sur six citoyens japonais. L'article remplit à lui-seul tout le magazine –un événement inédit dans The New Yorker, et jamais renouvelé. Ce numéro arriva dans les boîtes aux lettres des abonnés sous une couverture légère d'un pique-nique estival dans un parc. Rien ne laissait présager du contenu. L'article débutait là où se trouvait habituellement la colonne des rumeurs de la ville. Au bas de la page, la rédaction avait ajouté une courte note :

« A NOS LECTEURS. Le New Yorker accorde cette semaine tout son espace éditorial à un article traitant de l'anéantissement presque total d'une ville par une bombe atomique, et de ce qui devint des habitants de cette ville. Nous agissons ainsi avec la conviction que peu d'entre nous ont déjà compris le pouvoir incroyable de cette arme, et pour que chacun puisse réfléchir sur les terribles retombées de son utilisation. La Rédaction. »

Le reportage eut un immense retentissement et le numéro fut épuisé en quelques heures. De nombreux journaux en reproduisirent le texte, aux États-Unis et dans le monde entier. France-Soir en donne la traduction intégrale en français du 10 au 28 septembre 1946 ; et il paraît simultanément en livre aux États-Unis et en Angleterre en novembre. En France, Georges Bataille lui consacre un important compte-rendu, publié dans la revue Critique (no 8-9, janvier-février 1947) et intitulé « À propos de récits d'habitants d'Hiroshima », dans lequel il évoque « la représentation durable du cataclysme » et la nécessité qu'« il vaut mieux vivre à hauteur d'Hiroshima que gémir et n'en pouvoir supporter l'idée. »

## Publications
- Men on Bataan, 1942
- Into the Valley, 1943
- A Bell for Adano, 1944 (Prix Pulitzer du Roman)
- Hiroshima, 1945
- The Wall, 1950
- The Marmot Drive, 1953
- A Single Pebble, 1956
- The War Lover, 1959
- The Child Buyer, 1960
- The Algiers Motel Incident, 1968
- Letter to the Alumni, 1970
- Aspects of the Presidency, 1980
- Blues, 1987
- Fling and Other Stories, 1990
- Antonietta, 1991
- Key West Tales, 1994

## Scénarios de cinéma
- 1957 : Out, court métrage de Lionel Rogosin